# Dioscorea juxtlahuacensis
Dioscorea juxtlahuacensis là một loài thực vật có hoa trong họ Dioscoreaceae. Loài này được (O.Téllez & Dávila) Caddick & Wilkin mô tả khoa học đầu tiên năm 2002.